# Пипин (Вермандоа)
Вижте пояснителната страница за други личности с името Пипин.
Пипин (на немски: Pippin; * 815; † сл. 840) от Каролингите, е граф близо до Париж и родоначалник на първите графове на Вермандоа, Хербертините.

## Живот
Син е на Бернард († 818), крал на Италия (812 – 818), и Кунигунда († 835). Внук е на Пипин, крал на Италия (781 – 810), и правнук на Карл Велики.
Пипин е през 834 г. последовател на роднината си император Лудвиг Благочестиви и е против неговия най-голям син Лотар I, въпреки че императорът преди време е заповядал ослепяването на баща му, което довежда до неговата смърт.
През 840 г. Пипин е привърженик на крал Карл II Плешиви в Каролинската братска борба и отива на страната на Лотар I.
Неговият син Хериберт I го последва на трона и става първият наследствен граф на Вермандоа.

## Фамилия
Пипиин е женен и има трима сина:
- Бернхард
- Пипин († сл. 893)
- Херберт I († сл. 900), граф на Вермандоа